# Incanto des galées du marché
Le système de l’incanto des galées du marché, appelé aussi « système des carats », est l'un des plus anciens et principal ancêtres des sociétés par actions. Il a permis à Venise d'entreprendre à partir du XIVe siècle des aventures maritimes à très grande échelle, en armant à son apogée, au milieu du XVe siècle, une flotte totale évaluée à 6 000 galères, dont le nombre permet de prendre des risques, sous forme de convois réguliers, et de régner sur la Méditerranée, au détriment des grands rivaux comme Gênes, puis Bruges et Anvers.

## Étymologie - Terminologie
- Incanto : texte de base des enchères, à rapprocher du terme « encan » issu du vieux français ou occitan, conservé notamment en matière juridique (vente à l'encan, mettre quelque chose à l'encan).
- Galée : du grec médiéval γαλέα / galéa, la galée était au Moyen Âge, un vaisseau assez rapide pour l'époque; le nom évoluera et aux XVe et XVIe siècles on appellera ce type de navire une galère.

## Description

### Une échéance limitée à une expédition, mais un rendement incertain
Dans l'incanto, le patron de la galère (ou « galée »), son armateur et des actionnaires extérieurs passifs, qui peuvent être d'autres patrons de galères partis en voyage, partagent les risques en prenant une participation aux coûts d'une expédition, sous forme de « carats », qui leur donnent droit à une partie de la cargaison au retour, proportionnelle au nombre de carats qu'ils ont payés. La durée de l'investissement est limitée à un voyage.
L'État patricien de Venise encourage la pérennité, la solidité et l'ambition de ce système en organisant le marché autour de huit grandes lignes de transport des marchandises, par destinations géographiques. À bord de ces galera de mercato, des patriciens pauvres, les ballestieri trouvent un emploi comme archer ou frondeur.
L'État vénitien est non seulement l'organisateur général du système, mais le Sénat en assure le bon fonctionnement en se prononçant régulièrement sur l'aménagement des modalités de gestion comme des appels d'offres. Il est en particulier prévu une avance sur salaire pour l'équipage, à l'embarquement, puis une deuxième avance dans la mer Manche, pour le voyage en Flandre, l'un des plus longs.
Ce système est décrit par l'historien Fernand Braudel comme l'ancêtre de l'investissement en Bourse, même s'il en diffère. L'investissement a en effet une durée bien précise, celle du voyage, comme pour une obligation, mais son rendement est variable en fonction du résultat du voyage, comme dans le cas d'un investissement en actions.
L'historienne Doris Stöckly a de son côté étudié certains détails de ce système, en compulsant plus de 6 000 noms de familles sur les registres notariaux de Venise, sur la période s'étalant de 1380 à 1530, qu'elle a traités à l'aide de l'informatique pour démontrer que les liens familiaux entre actionnaires n'empêchent pas une forte dilution du capital, par admission d'actionnaires non-familiaux.

### Les huit grandes lignes mises aux enchères
Le système des galées commerciales est créé dès 1283, sous régie d'État. L'État vénitien veut acquérir une taille suffisante pour assurer la sécurité de la lagune. Il faut ensuite attendre 1315 pour les deux premières enchères, à but clairement commercial, concernant les lignes menant à l'Angleterre et aux Flandres. L'État vénitien crée en 1347 une troisième ligne menant à Alexandrie, en 1374 une quatrième vers Beyrouth, en 1402 une cinquième vers Aigues-Mortes, dans l'embouchure du Rhône, puis en 1436 une ligne reliant les ports de la côte africaine à l'Espagne.
Le commerce marchand de Venise culmine un peu avant la fin du XVe siècle, alors qu'une dernière ligne, circulaire, dite « trafego » est mise en place en 1460 pour relier Alexandrie, via la Crète, à l'Afrique du Nord. C'est aussi l'époque de l'apogée du formidable arsenal de Venise, plus grande usine du monde de l'époque et de ses derniers agrandissements significatifs. La population vénitienne atteint selon Fernand Braudel 100 000 habitants dès le XVe siècle, puis 140 000 à 160 000 lors du siècle suivant, alors que le déclin est déjà en marche.

### Des convois mieux capitalisés, un centre de décision au Rialto
Sur chacune des lignes, le système de vente aux enchères permet d'encaisser des rentrées fiscales tout en s'assurant que le gagnant sera assez capitalisé et que sa flotte disposera d'assez d'arbalétriers pour le protéger. Ce système permet de mobiliser l'épargne d'un grand nombre de nobles, qui n'auraient pu seuls armer un navire, même en recourant au crédit bancaire, et d'augmenter la capacité d'investissement globale de Venise. L'Incato des galées mène à plusieurs agrandissements de l'arsenal et la taille des galères triple. Avec 300 tonneaux, leurs cales transportent l'équivalent d'un train de marchandises de 50 wagons.
Les commandants de galères sont élus par les actionnaires. L'information sur les différents commerces qui se croisent dans la lagune de Venise circule, dans les ruelles qui entourent le Rialto, véritable plaque tournante du marché mondial, au même titre que le fut la place de l'hôtel van den Beurse à Bruges en 1269 à l'époque de la Hanse des marchands. Tous les matins, les marchands vénitiens se réunissent devant la minuscule église San Giacometto et fixent le cours des marchandises et le taux des assurances maritimes. Les banquiers, plume à la main, notent les opérations, assurent le rôle de chambre de compensation pour limiter les échanges de pièces.

### Florence et Gênes prêtent au Monde, Venise entreprend pour elle-même
Alors que les Génois et les Florentins ont inventé le chèque et la lettre de change, devenant les banquiers de l'Europe, les Vénitiens sont ainsi devenus les grands entrepreneurs du transport et du négoce, ce qui leur permet d'afficher une croissance plus forte, mais aussi un risque plus élevé. Ce risque se concrétisera quand le centre du commerce mondial se déplace vers la mer du Nord, et se centralise au début du XVIe siècle autour d'Amsterdam, dont la population passe de 20 000 à 200 000 habitants en 70 ans, entre 1580 et 1650. Plus de 30 000 huguenots d'Anvers sont montés à Amsterdam après la guerre des Flandres contre l'Espagne et apportent à eux seuls le tiers des 32 tonnes d'or investies en 1602 dans la gigantesque augmentation de capital qui fonde la Compagnie néerlandaise des Indes orientales.
Les Hollandais investissent alors la route maritime du poivre, ouverte un siècle avant par les Portugais, concurrençant encore un peu plus la route terrestre tracée par le Vénitien Marco Polo en 1295. Venise devient alors une rentière, finançant ses propres guerres et les aventures maritimes des autres, plus au Nord. À la fin du XVIIIe siècle, Amsterdam connaîtra le même sort, en se perdant dans les guerres contre la France et l'Angleterre et la spéculation boursière sur une Bourse de Londres en plein essor.